# Klimafiktion (cli-fi)
Klimafiktion er fiktion, der tematiserer den menneskeskabte globale opvarmning. Genren opstod i 1970'erne og har siden vokset sig stor.